# Strassenjungs
Strassenjungs (Eigenschreibweise auch StrASsenjungs) ist eine deutsche Deutschrock-Band aus Frankfurt am Main. Neben der Aktivität als Band betreiben die Mitglieder seit 1979 auch das Label Tritt Records.

## Geschichte

### Gründung der Band (1977 bis 1979)
Die Gruppe wurde 1977 von dem Produzententeam Axel Klopprogge und Eckehard Ziedrich ins Leben gerufen. Klopprogge und Ziedrich hatten die beginnende Popularität des Punkrocks und insbesondere der Sex Pistols in England verfolgt und wollten in Deutschland mit einer ähnlichen Gruppe starten. Da in Deutschland Punkrock noch relativ unbekannt war, schrieben sie aggressive Lieder mit vermeintlich anstößigen Texten. Zur Einspielung der hauptsächlich von Klopprogge und Ziedrich geschriebenen Lieder, wie z. B. Birgit O., Schlagerstar, Ich brauch meinen Suff (wie der Spießer den Puff), Nachts auf Tour oder Jet-Set Ficker engagierten sie die Köpfe der 1975 aufgelösten Band Tiger B. Smith aus Bad Camberg: Holger Schmidt an Gesang und Gitarre und Karl Heinz Traut an Schlagzeug und Percussion, dazu Nils Selzer (ex-The Cheats, ex-Orgon) am Bass und Alexander B. Rodmann (ex-Lady, ex-Octopus) an der Gitarre und Gesang. Die Musiker traten unter Pseudonymen in Erscheinung: Schmidt wurde Karl Kraftlos, Rodmann wurde Alexander Adrett, Traut wurde Willi Anstand und Selzer wurde Mario Nett.
Das Debütalbum Dauerlutscher wurde 1977 in dem eher für Krautrock bekannten Studio Panne-Paulsen in Frankfurt-Heddernheim aufgenommen. Als Vertragspartner wurde CBS (heute Sony) gefunden. Bei der Veröffentlichung verkaufte sich das Album jedoch nur schlecht. Die Single-Auskopplung Birgit O. floppte ebenfalls. Eine Tournee im Vorprogramm der Punkrock-Labelkollegen The Clash brachte Achtungserfolge, jedoch nicht den erhofften kommerziellen Durchbruch. Promotionaktionen wie die Verteilung von Kondomen vor dem Kant-Kino in Berlin erregten Aufmerksamkeit, aber wenig Umsatz. Erst Jahre später sollte das Album kommerziell erfolgreich sein.
Für die Band gab es weder Management noch eine Booking-Agentur. Mangels weiterer Perspektiven lösten sich die Strassenjungs auf.
Bassist Nils Selzer übernahm daraufhin die Namensrechte vom früheren Produzententeam und scharte neue Musiker um sich. Er nahm nun auch die Rolle des Komponisten und Texters ein und wechselte vom Bass an die Rhythmusgitarre. Mit Harry Heinen, der über einen Aushang an der Goethe-Universität in Frankfurt gefunden worden war, an Leadgitarre und Gesang, Volker „Pickup“ Picard am Bass und Gesang und Martin Herbolzheimer am Schlagzeug nahm Selzer 1978 das in Eigenproduktion produzierte Album Wir ham ne Party auf. Zeitweilig spielte auch der spätere HR3-DJ Jörg Bombach Bass. Durch stete Tourneen in ganz Westdeutschland erspielte sich die Gruppe einen Ruf als gute Liveband, die Fanclubs hatte. Darüber hinaus engagierten sich die Strassenjungs politisch, so beim Rock-gegen-Rechts-Festival in Frankfurt.
Selzer gründete sein eigenes Label Tritt Records, dessen Logo er einem Freak-Brothers-Comic entnahm. Vertriebsmäßig engagierte sich Selzer mit u. a. Embryo und Ton Steine Scherben im Schneeball-Vertrieb, einem Eigenvertrieb der Musiker, aus dem später Energie für Alle (EfA) wurde.

### 1980er-Jahre
Klopprogge trat Anfang der 1980er Jahre dann als Komponist, Texter und Produzent des aus Bad Camberg stammenden NDW-Stars Markus (ex-Nylon Euter) und des Austropopsängers Wilfried in Erscheinung. 1985 sollte es nochmals zu einer Zusammenarbeit zwischen Holger Schmidt und Axel Klopprogge kommen, als Klopprogge Schmidt als Gitarristen zu der von ihm produzierten Rockband Tokyo holte.
Das nächste Studioalbum Los! erschien 1981. Im Herbst 1982 kam das Debütalbum Dauerlutscher wegen seiner anstößigen Texte auf den Index der Bundesprüfstelle für jugendgefährdende Schriften. Die Indizierung brachte öffentliche Aufmerksamkeit. Im Besonderen nahm die Bundesprüfstelle an den beiden Stücken Nachts auf Tour und Ich brauch mein' Suff Anstoß (Vorwurf des Aufrufes zum Verbrechen und zu übermäßigem Alkoholkonsum). Die Indizierung wurde am 31. August 2007 aufgehoben, da die Bundesprüfstelle den Inhalt des Albums nach Ablauf der 25-jährigen Indizierungsfrist nicht mehr als jugendgefährdend ansah.
Im Frühjahr 1983 wurde die Live-LP Live 83 aufgenommen. Die freie Zeit zwischen ihrem Band-Engagement nutzten Selzer wie Heinen in dieser Zeit auch für Soloalben. Ferner produzierte Selzer das Album der Frankfurter Frauenband Strapaze, in der auch seine damalige Freundin mitspielte, für das bandeigene Tritt Plattenlabel.
1984 erschien bei Rockport Records (mit EMI Electrola Vertrieb) das Album Bleiben oder geh’n, auf dem Matthias Baumgardt anstelle von Harry Heinen Leadgitarre spielte. Für die ausgekoppelte Single Hallo wurde ein Videoclip produziert. Das vergleichsweise poppige Album zeigte nicht den erhofften Erfolg, so dass das nächste Studioalbum Sex 1986 wieder auf Selzers Label Tritt Records erschien.

### 1990er-Jahre
1990 zog sich Nils Selzer aus gesundheitlichen Gründen von der Bühne zurück und arbeitete vornehmlich im Studio, u. a. mit Kevin Coyne. Live trat künftig Andi Mengler als Sänger auf. Mit Michael Liebert an Leadgitarre, Torsten Dechert am Schlagzeug und Volker „Pickup“ Picard am Bass brachte die Gruppe 1991 das Album Duell heraus und steuerte ein Lied zum Soundtrack des Films Manta, Manta bei.
1992 wurde mit dem damaligen Eintracht-Frankfurt-Trainer, „Stepi“ Stepanović die Stadionhymne Eintracht aufgenommen, die ein Nr.1-Hit bei Radio FFH wurde. Bei einem weiteren Fußballprojekt war die Band im Videoclip Wir sind die Fans gemeinsam mit Sepp Maier und ZDF-Moderatorin Heike Maurer zu sehen und trat gegen Gewalt in Fußballstadien ein. Andi Mengler komponierte ferner die Stadionhymne Forever OFC für die Eintracht-Erzrivalen Kickers Offenbach.
Die ehemalige Plattenfirma CBS Records (nun Sony) veröffentlichte das Debütalbum trotz Indizierung 1993 erstmals auf CD. Die Besetzung änderte sich 1996 erneut: Manni Masal ersetzte Michael Liebert als Gitarrist. René D. kam für Torsten Dechert als Schlagzeuger.
1997 erschien ein weiteres Studioalbum Tut gut. 1999 stieg Andi Mengler aus und überließ Bassist Volker „Pickup“ Picard den Posten des Sängers, so dass die Gruppe erstmals als Trio live auftrat.

### Seit 2000
2003 wurde durch den WDR-Rockpalast ein Konzert im Kölner Club Underground wieder mit Selzer als Sänger aufgezeichnet, der seitdem wieder Frontman der Band ist. 2012 begann Selzer die Produktion der Bandstory-Video-DVD zum 35-jährigen Jubiläum, die 2013 mit dem Titel Dauerlutscher Report 1 veröffentlicht wurde.
Am 6. September 2019 gaben die Strassenjungs in der Frankfurter Batschkapp ihr Abschiedskonzert nach 42 Jahren Bandgeschichte. Die Band besteht aber weiter. Im Mai 2020 veröffentlichte sie die Single Arschlöcher (digital) bei ihrem Vertriebspartner Broken Silence. Dazu gab es ein Videoclip auf YouTube und Facebook. Im Februar 2021 erschien die Single Angst (digital) bei Broken Silence auf allen Download- und Streamingportalen. Dazu gab es ein Videoclip auf YouTube und Facebook.
Sänger Nils Selzer verstarb im März 2023 im Alter von 75 Jahren.

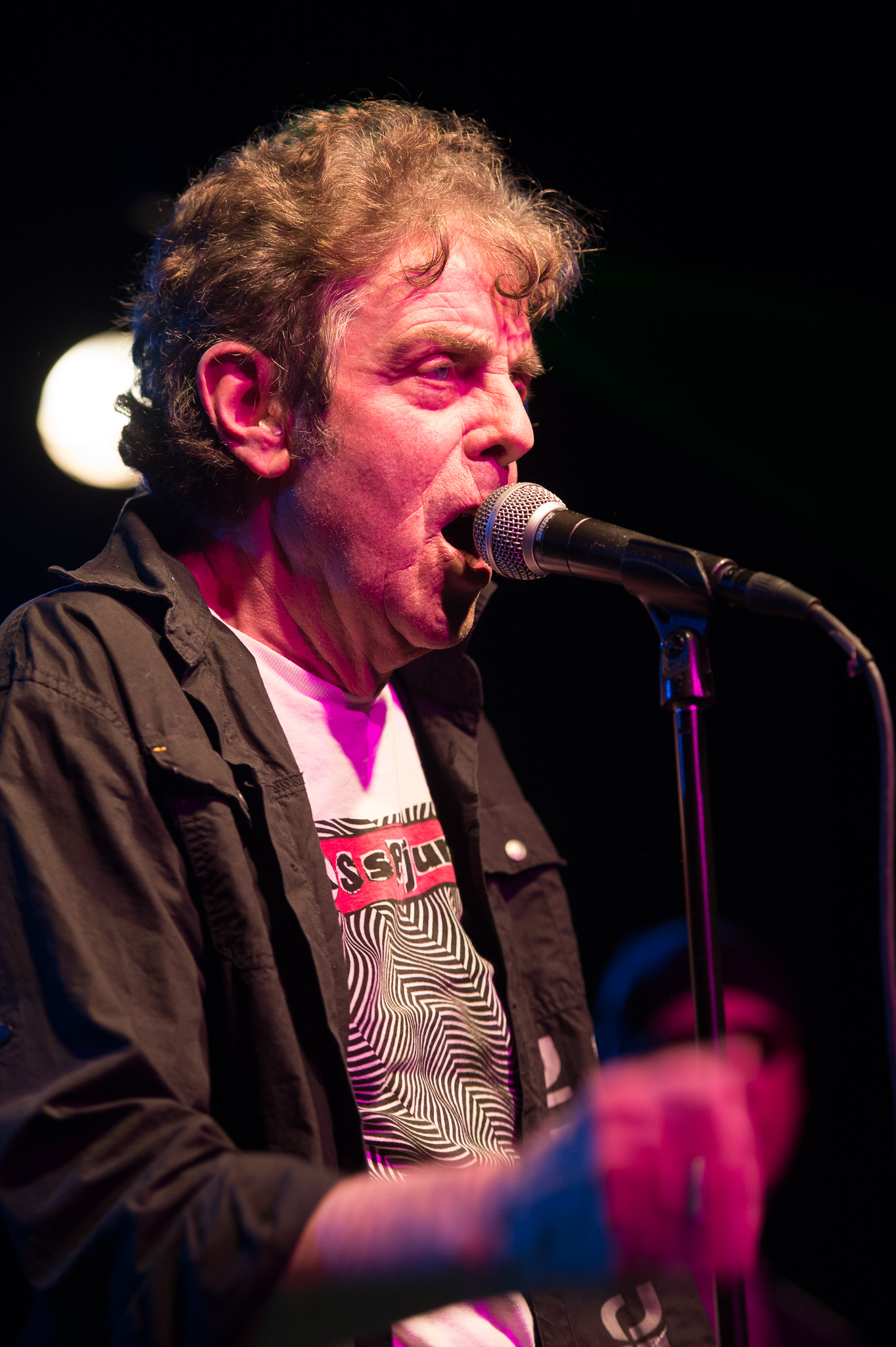
Nils Selzer
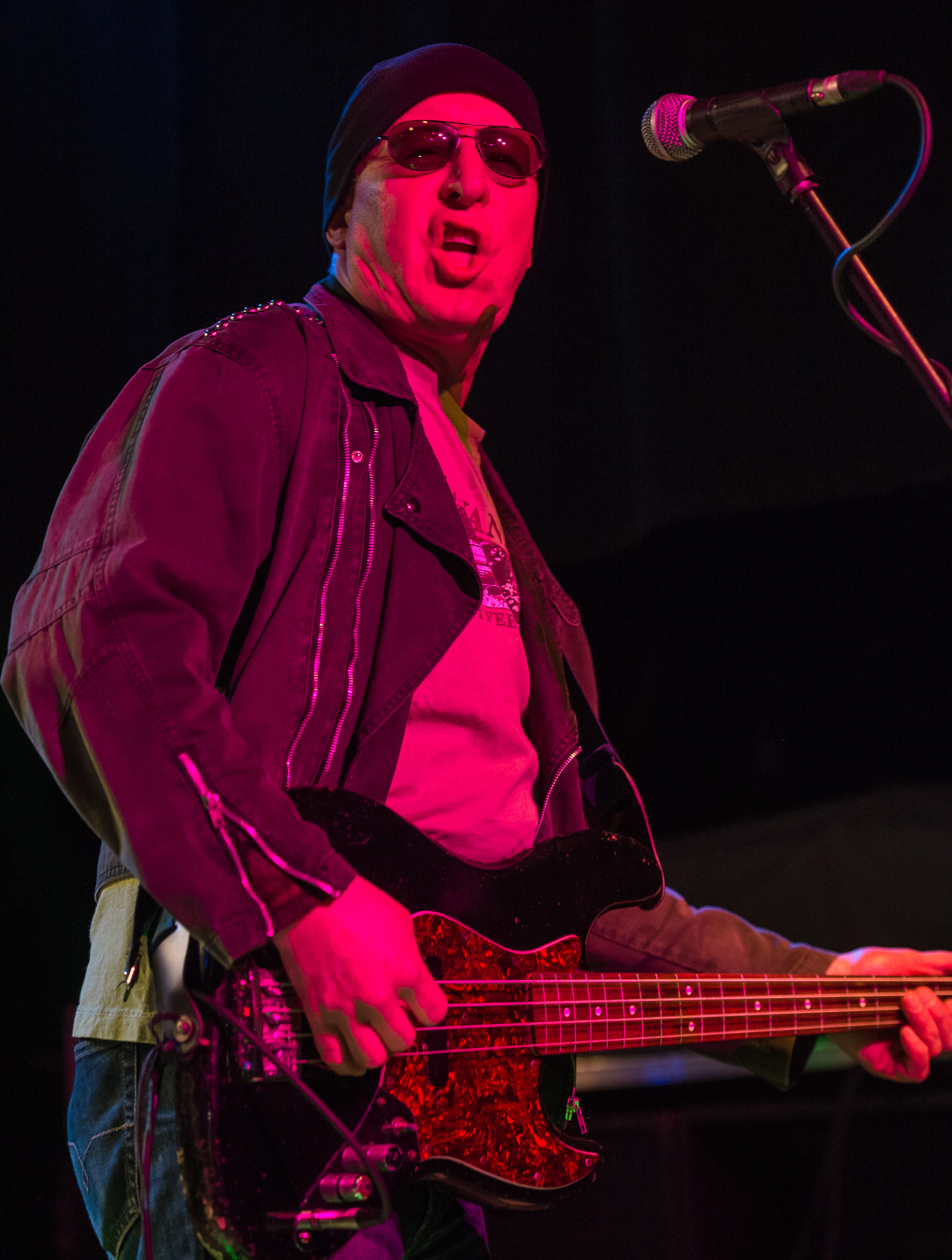
Volker „Pickup“ Picard

## Coverversionen
Die Band Fettes Brot veröffentlichte ein Remake des Strassenjungs-Songs Birgit O. auf einer Maxi-CD.

## Diskografie
- Nachts auf Tour & Birgit O., EP CBS 82361 1977
- Dauerlutscher, LP CBS 82361 1977, CD Sony Music COL 4757662 (CD-Wiederveröffentlichung 1993)
- Wir ham ne Party, LP Tritt 01 – 1979
- Los! LP Tritt 03 – 1981
- Live 83, LP Tritt 06 – 1983 (Wiederveröffentlichung mit neuem Foto-Cover 1990)
- Bleiben oder geh’n, LP 1984 EMI, (Wiederveröffentlichung CD 199? Rockport / SPV)
- Sex, LP Tritt 08 – 1986
- Bombenstimmung, LP Tritt 09 – 1987
- Das Beste, LP Tritt 10 – 1989 (14 Klassiker mit neuer Live-Version „Dauerlutscher“)
- Gorby, Mini-LP Tritt 11 – 1989
- Duell, LP Tritt 13 – 1991
- Eintracht, Maxi-CD Tritt 14 – 1992 / mit Dragoslav Stepanović
- Tut gut, CD Tritt 15 – 1997
- Jubeljahr, CD Tritt 18 – 2002
- Strassenfeger Hitbox, CD Tritt 19 – 2007
- Dauerlutscher Report 1, Video-DVD, Tritt-2012-dvd – 2013

- HITZ, CD Tritt-20 – 2017

- Wieder frei, (Single digital)  23. November 2018
- Atmen, (Single digital)  15. Februar 2019
- Arschlöcher (Single digital)  29. Mai 2020
- Angst (Single digital) 17. Februar 2021